# Løten
Løten – norweskie miasto i gmina leżąca w regionie Hedmark.
Løten jest 250. norweską gminą pod względem powierzchni.
Urodził się tutaj malarz i grafik Edvard Munch.
W mieście jest stacja kolejowa Løten.

## Demografia
Według danych z roku 2005 gminę zamieszkuje 7271 osób. Gęstość zaludnienia wynosi 19,67 os./km². Pod względem zaludnienia Løten zajmuje 139. miejsce wśród norweskich gmin.
| ludność stan na 1 stycznia 2005 |         |           |       |
|                                 | kobiety | mężczyźni | razem |
| osób                            | 3626    | 3645      | 7271  |
| %                               | 49,87%  | 50,13%    | 100%  |

| wykształcenie stan na 1 października 2004 |        |         |        |        |
|                                           | podst. | średnie | wyższe | niezn. |
| osób                                      | 1661   | 3181    | 897    | 67     |
| %                                         | 28,61% | 54,79%  | 15,45% | 1,15%  |

## Edukacja
Według danych z 1 października 2004:
- liczba szkół podstawowych (norw. grunnskolar): 6
- liczba uczniów szkół podst.: 1115

## Władze gminy
Według danych na rok 2011 administratorem gminy (norw. rådmann) jest Tollef Imsdalen, natomiast burmistrzem (norw. ordfører, d. borgermester) jest Bente Elin Lilleøkseth.